# Leucauge curta
Leucauge curta är en spindelart som först beskrevs av O. Pickard-Cambridge 1889.  Leucauge curta ingår i släktet Leucauge och familjen käkspindlar.
Artens utbredningsområde är Panama. Inga underarter finns listade i Catalogue of Life.